# Лангнау-им-Эмменталь
Лангнау-им-Эмменталь (нем. Langnau im Emmental) — коммуна в Швейцарии, в кантоне Берн. 
Входит в состав округа Зигнау. Население составляет 8845 человек (на 31 декабря 2006 года). Официальный код — 0902.

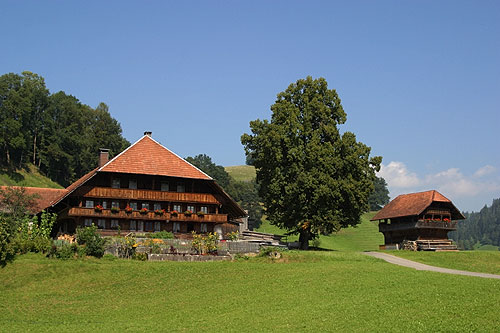
Лангнау-им-Эмменталь